# Nube de puntos

Imagen de una nube de puntos de un toro.

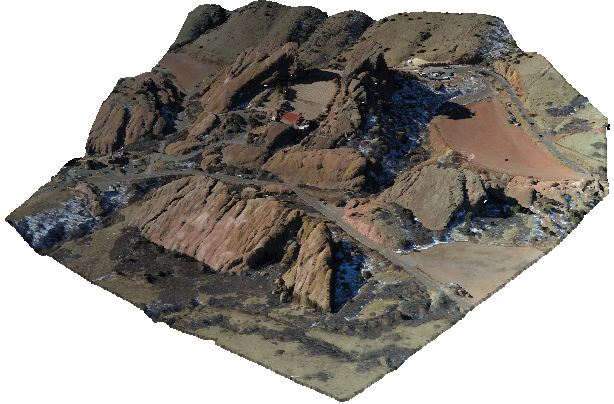
Modelo Digital del Terreno construido mediante fotogrametría a partir de la nube de puntos obtenida del procesamiento de imágenes aéreas capturadas a través de un UAV.

Una nube de puntos es un conjunto de vértices en un sistema de coordenadas tridimensional.  Estos vértices se identifican habitualmente como coordenadas X, Y, y Z y son representaciones de la superficie externa de un objeto.
Las nubes de puntos se crean habitualmente con un láser escáner tridimensional. Este instrumento mide de forma automática un gran número de puntos en la superficie de un objeto, y generan un fichero de datos con una nube de puntos. La nube de puntos representa el conjunto de puntos que ha medido el dispositivo.
Las nubes de puntos tienen múltiples aplicaciones, entre las que se incluyen la elaboración de modelos tridimensionales en CAD de piezas fabricadas, la inspección de calidad en metrología, y muchas otras en el ámbito de la visualización, animación, texturización y aplicaciones de personalización masiva.
Aunque las nubes de puntos se pueden revisar y texturizar directamente, habitualmente no se utilizan de esta forma en la mayoría de las aplicaciones tridimensionales, ya que se convierten en modelos de mallas poligonales o mallas triangulares irregulares, modelos de superficie NURBS, o modelos de CAD mediante un proceso denominado reconstrucción de superficies.
Hay varias técnicas para convertir una nube de puntos en una superficie tridimensional. Algunos procedimientos como la triangulación de Delaunay o las formas alfa construyen una red de triángulos a partir de los vértices de la nube de puntos, mientras que otros convierten la nube de puntos en un volumen de vóxel y reconstruyen la superficie implícita mediante un algoritmo de marching cubes.
Una aplicación en la que las nubes de puntos se utilizan directamente es la metrología y en la inspección industrial. La nube de una pieza fabricada se alinea a un modelo CAD (o a otra nube de puntos) y se comparan para verificar las diferencias. Estas se visualizan como mapas de color que proporcionan un indicador visual de la desviación entre la pieza fabricada y el modelo CAD. Las dimensiones geométricas y tolerancias también se pueden extraer directamente de la nube de puntos.
Las nubes de puntos también se pueden utilizar para representar datos volumétricos como en la imagen médica. Se logra usando nubes de puntos de muestreo múltiple y compresión de datos.
En los Sistemas de Información Geográfica las nubes de puntos son una de las fuentes de datos para construir modelos digitales del terreno.